# Miguel de Baeza Montoya
Miguel de Baeza Montoya fue un poeta español del siglo XVI, del que se tienen muy escasas noticias, tanto por lo que se refiere a su vida como a su obra literaria.
A juzgar por un soneto laudatorio que se publicó de este autor al frente de una edición de La Austríada (1582) de Juan Rufo, junto con otras composiciones de Lupercio Leonardo de Argensola, Cervantes y Góngora, como en aquella época era costumbre, Baeza estaba considerado como uno de los mejores poetas de la época, no solo por el hecho de que sus versos apareciesen en tan buena compañía, sino también por el mérito intrínseco del soneto en cuestión, que ha sido publicado en el tomo vigésimo de la Biblioteca de Autores Españoles de Rivadeneyra.
No se conoce ninguna otra obra de este poeta.
- El contenido de este artículo incorpora material del tomo 7 de la Enciclopedia Universal Ilustrada Europeo-Americana (Espasa), cuya publicación fue anterior a 1945, por lo que se encuentra en el dominio público.

- Datos: Q6015336